# Hedychridium coriaceum
Hedychridium coriaceum é uma espécie de insetos himenópteros, mais especificamente de vespas pertencente à família Chrysididae.
A autoridade científica da espécie é Dahlbom, tendo sido descrita no ano de 1854.
Trata-se de uma espécie presente no território português.